# Ralph Eppel
Ralph Eppel (* 8. März 1951 in Bradford (Yorkshire)) ist ein britisch-kanadischer Jazz- und Improvisationsmusiker (Posaune, Trompete, Komposition).

## Leben und Wirken
Eppel lernte ab 1963 Posaune, als er in Vancouver die King George Secondary School besuchte. In dieser Zeit spielte er in dera U.B.C. Alumni Big Band, anschließend drei Jahre im Vancouver Junior Symphony Orchestra unter Leitung von Simon Streatfield und in der Kerrisdale Kiwanis Concert Band unter Carl (Bud) Kellett. Mit 17 Jahren gründete er zusammen mit Bill Buckingham, Paul Cram und Tony Genge die Formation Gastown, mit der er vier Jahre in Clubs von Vancouver auftrat, 1970 auch in Montréal und Quebec. Nach Beendigung der Highschool besuchte er das Douglas College, an dem er Unterricht bei Len Whitely, Wally Robertson und Bill Trussel hatte. Anschließend studierte er an der University of British Columbia, an der er Unterricht bei Sharman King und Gordon Cherry hatte; 1979 erwarb er den Bachelor of Music.
In dieser Zeit gehörte er der Formation Sunshine an, die von Bruce Fairbairn geleitet wurde. 1977 gründete er mit Paul Cram, Paul Plimley, Lisle Ellis und Gregg Simpson das Now Orchestra Quintet und die New Orchestra Workshop (N.O.W.) Society. Mit dem Quintett verbanden die Musiker in ihren Kompositionen Hard-Bop-Grooves mit Improvisationstechniken. Die N.O.W. Society erhielt ein Stipendium des Canada Council zur Gründung von  C.O.R.D. (Community Orchestra Research and Development). Aus diesem 17-köpfigen Ensemble ging schließlich das N.O.W. Orchestra hervor. In diesem Rahmen entstanden Kooperationen mit Günter Christmann und Karl Berger; 1979 nahm das Quintett das Album Up 'til Now.
Mit der Formation ESB (Eppel, Simpson, Bob Bell) entstand 1981 das Album Music for the Living. In den folgenden Jahren arbeitete Eppel mit dem Paul Plimley Octet, The Flying Undercups und Roger Baird’s Sirius Ensemble. 1987 war er Mitbegründer der Organisation Musart Cultural Society, die Musikveranstaltungen anbot. Eppel gehörte bis Mitte der 2000er Jahre zum N.O.W. Orchestra, wirkte auch an dessen Kooperation mit Barry Guy und René Lussier mit und tourte in Nordamerika und Europa. Außerdem arbeitete er in Theaterorchestern bei Produktionen wie Guys and Dolls, My Fair Lady und der West Side Story. 1978 tourte er mit der Rockband Prism, 1981 mit der Band Salsa Brava. Nach Ende des Veranstaltungszentrums Slipper arbeitete Eppel auf Kreuzfahrtschiffen. Im Bereich des Jazz war er zwischen 1977 und 1999 an 15 Aufnahmesessions beteiligt.

## Diskographische Hinweise
- Now Orchestra Quintet: Up 'til Now (NOR, 1979; CD 2004, mit Paul Cram, Paul Plimley, Lisle Ellis, Gregg Simpson)
- Ralph Eppel: Gravity Boots (NOR, 2004, mit Oldrich Zitek, Rob Armus, Tony Wilson, Gordon Koch, Danny Parker/James Young/Paul Blaney, Gregg Simpson)
- Ralph Eppel, Gregg Simpson, Bob Bell: ESB On Tour (Condition West Recordings, 1981, 2024)